# Júlio César Garcia
Júlio César Garcia, mais conhecido como Júlio César Imperador, (Itapirapuã, 28 de janeiro de 1967) é um ex-futebolista brasileiro que atuava como atacante, atualmente é Treinador.

## Carreira
Júlio César despontou no Atlético Goianiense no final dos anos 80, sendo então contratado pelo Flamengo.
No clube carioca, não chegou a ser titular absoluto do time, mas em dois anos no clube, disputou 87 partidas e marcou 16 gols, sendo o mais especial deles, o anotado na final do Campeonato Brasileiro de 1992.
Deixando o Flamengo, Júlio César ainda teve passagens por Guarani, Atlético Mineiro e Vila Nova entre outros.
Por fim, em 2003, abandonou a carreira, aos 36 anos, jogando no XV de Piracicaba.

## Títulos
Flamengo
- Campeonato Brasileiro: 1992[1]

Atlético-MG
- Campeonato Mineiro: 1995